# ۱۲۹۳ (خورشیدی)
۱۲۹۳ هزار و دویست و نود و سومین سال هجری خورشیدی سالی عادی است.

## رویدادها
- آغاز جنگ جهانی اول
- ۱۱ دی - تجاوز سپاه عثمانی به خاک ایران

## زادروزها
- ۱۴ اردیبهشت - دکتر مهدی حمیدی شیرازی، ادیب و شاعر
- ۳۰ مهر - سید محمدعلی قاضی طباطبایی، از روحانیون مبارز شیعه
- ۱۰ دی - فضل‌الله رضا، استاد دانشگاه
- ۲۳ دی - محمود اعتمادزاده، نویسنده و مترجم

بدون تاریخ دقیق
- خالو قربان، از رهبران جنبش جنگل

## درگذشت‌ها
- ۲۵ آبان - ستار خان